# Amtsgericht Tiergarten

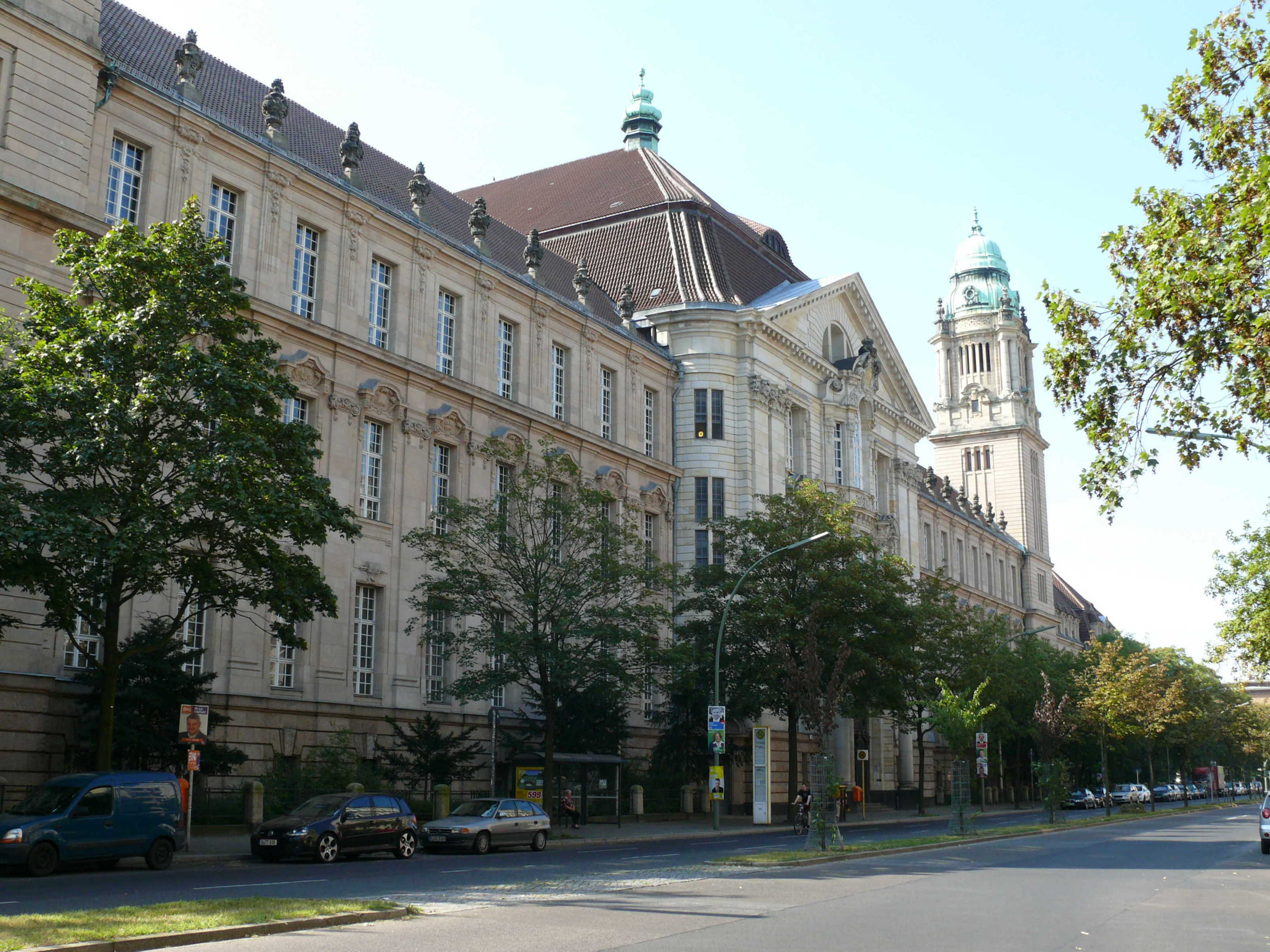
Berlin-Moabit, Turmstraße: Haupteingang des Amtsgerichts Tiergarten (Kriminalgericht)

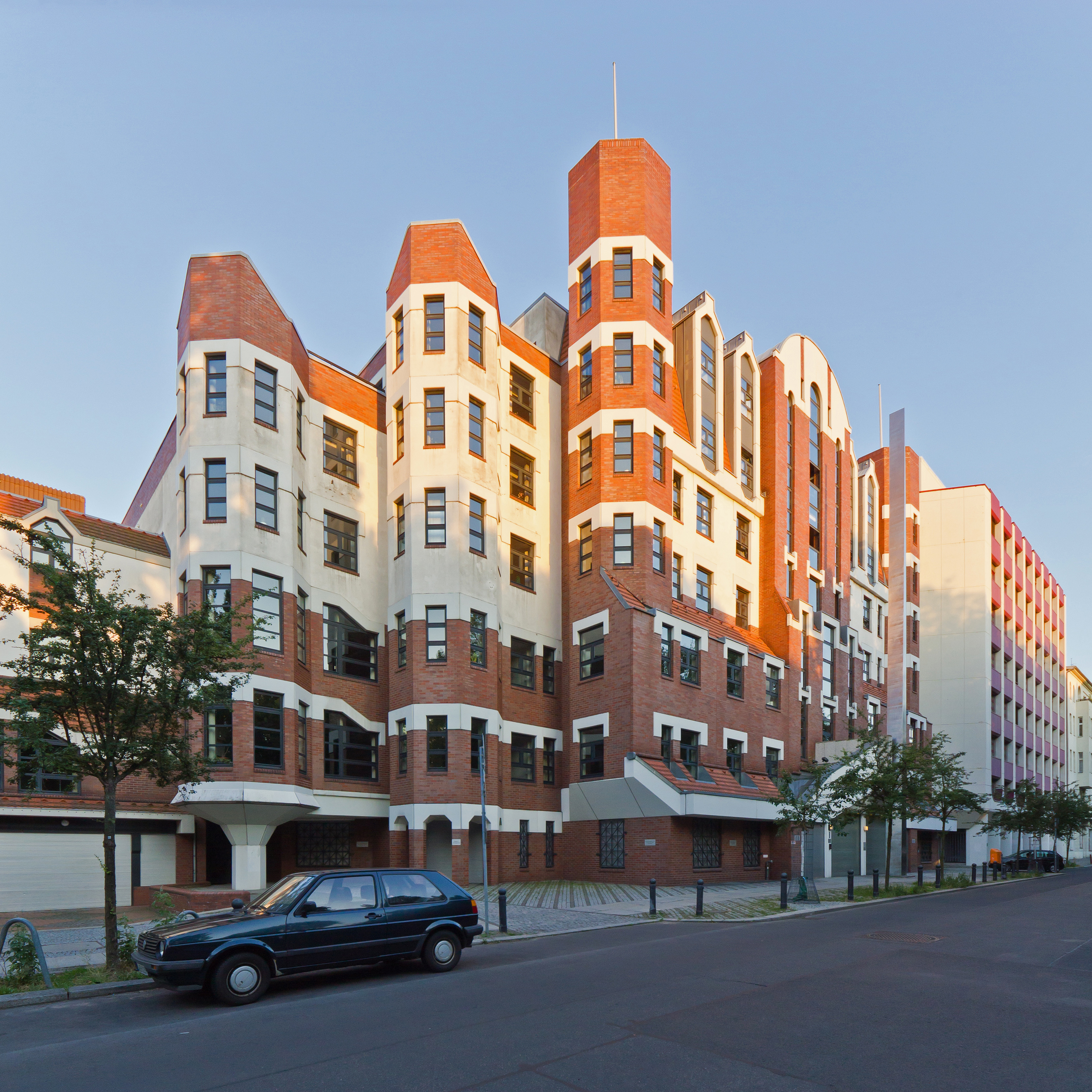
Detailansicht des Gerichtsgebäudes (Seiteneingang, Haus B) an der Wilsnacker Straße

Das Amtsgericht Tiergarten ist das einzige Amtsgericht im Bezirk des Landgerichts Berlin I.
Sein Bezirk entspricht dem ehemaligen Berliner Bezirk Tiergarten, was aber praktisch ohne Bedeutung ist, da bei ihm die zur sachlichen Zuständigkeit der Amtsgerichte gehörenden Strafverfahren auf dem Gebiet des Landes Berlin konzentriert sind. Die in einem Gebäude mit der Staatsanwaltschaft Berlin und den Strafkammern des Landgerichts I untergebrachten Abteilungen für Strafsachen bilden somit das sogenannte Kriminalgericht Moabit.
Bis zum 11. März 2012 nahm das Amtsgericht Tiergarten die ihm nach dem Gerichtsverfassungsgesetz zugewiesenen Aufgaben eines Amtsgerichts für den ehemaligen Berliner Bezirk Tiergarten wahr. Ab 12. März 2012 wurden die Zuständigkeiten für Zivilsachen und in den Angelegenheiten der freiwilligen Gerichtsbarkeit dem Amtsgericht Mitte zugewiesen. Beim Amtsgericht Tiergarten verbleibt somit nur noch die Zuständigkeit in Strafsachen; in Zivilsachen sind bislang anhängige Verfahren abzuschließen.

## Filmurteile
Eine gewisse Bekanntheit unter Filmkennern erlangte das Amtsgericht Tiergarten durch eine Reihe von Beschlagnahmebeschlüssen nach § 131 StGB (Gewaltdarstellung), die einige sehr bekannte Vertreter des Horror- und Splatterfilms betrafen, darunter Braindead (1992, beschlagnahmt 2000), Tanz der Teufel (1982, beschlagnahmt 2000), Zombie (1978, beschlagnahmt 2000) und Saw 3D – Vollendung (2010, beschlagnahmt 2012).

## Gerichtsgalerie
Die just.art.gerichtsgalerie wurde 2009 auf Initiative der Richterinnen Ulrike Fischer und Sabine Schumny mit Unterstützung des AG-Präsidenten Alois Wosnitzka gegründet. Sie befindet sich in den Räumen des Amtsgerichtes Tiergarten in der Kirchstraße 6.
Die Galerie wird pro bono – also zum Wohle der Allgemeinheit – betrieben. Bei einem Verkauf der Bilder spenden einige der ausstellenden Künstler einen Teil des Erlöses für gemeinnützige Zwecke. Die Galerie wurde im Februar 2010 u. a. mit Werken von Katharina Bach eröffnet.